# Yuki Uchida
Yuki Uchida (jap. 内田有紀 Uchida Yuki; ur. 16 listopada 1975 w Tokio) – japońska aktorka, piosenkarka i modelka.

## Filmografia

### Dramy
| Rok  | Tytuł                                                                           | Tytuł japoński                                          | Stacja telewizyjna |
| ---- | ------------------------------------------------------------------------------- | ------------------------------------------------------- | ------------------ |
| 1992 | Sono Toki, Heart wa Nusumareta                                                  | その時、ハートは盜まれた                                | Fuji TV            |
| 1993 | Hitotsu Yane no Shita                                                           | ひとつ屋根の下                                          | Fuji TV            |
| 1993 | If Moshimo (odc. 8)                                                             | If もしも                                               | Fuji TV            |
| 1993 | Jajauma Narashi                                                                 | じゃじゃ馬慣らし                                        | Fuji TV            |
| 1994 | Aogeba Tōtoshi                                                                  | 仰げば尊し                                              | Fuji TV            |
| 1994 | Yonimo Kimyō na Monogatari '94 Fuyu no Tokubetsu hen "Kokoro no Koe ga Kikoeru" | 世にも奇妙な物語 94'冬の特別編「心の声が聞こえる」      | Fuji TV            |
| 1994 | Toki o Kakeru Shōjo                                                             | 時をかける少女                                          | Fuji TV            |
| 1994 | Jū Nana Sai                                                                     | 17才                                                    | Fuji TV            |
| 1994 | Hanjuku Tamago                                                                  | 半熟卵                                                  | Fuji TV            |
| 1996 | Campus Note                                                                     | キャンパス・ノート                                      | TBS                |
| 1996 | Tsubasa o Kudasai!                                                              | 翼をください!                                           | Fuji TV            |
| 1998 | Akimahende!                                                                     | あきまへんで！                                          | TBS                |
| 1999 | Amai Seikatsu                                                                   | 甘い生活。                                              | NTV                |
| 1999 | Kōri no Sekai                                                                   | 氷の世界                                                | Fuji TV            |
| 2000 | Tenshi ga Kieta Machi                                                           | 天使が消えた街                                          | NTV                |
| 2000 | Namida o Fuite                                                                  | 涙をふいて                                              | Fuji TV            |
| 2001 | Big Wing                                                                        | ビッグウイング                                          | TBS                |
| 2002 | Kita no Kuni Kara 2002 Yuigon                                                   | 北の国から2002 遺言                                     | Fuji TV            |
| 2006 | Dare Yorimo Mama wo Ai su                                                       | 誰よりもママを愛す                                      | TBS                |
| 2007 | Maguro                                                                          | マグロ                                                  | TV Asahi           |
| 2007 | Bambino!                                                                        | バンビーノ!                                             | NTV                |
| 2007 | Iryū 2: Team Medical Dragon 2                                                   | 医龍-Team Medical Dragon-2                              | Fuji TV            |
| 2008 | Innocent Love                                                                   | イノセント・ラヴ                                        | Fuji TV            |
| 2008 | Yonimo Kimyō na Monogatari '08 Aki no Tokubetsu hen "Body Rental"               | 世にも奇妙な物語 08'秋の特別編「ボディレンタル」        | Fuji TV            |
| 2009 | Kami no Shizuku                                                                 | 神の雫                                                  | NTV                |
| 2009 | Gine Sanfujinka no Onnatachi                                                    | ギネ 産婦人科の女たち                                   | NTV                |
| 2010 | Kenji Onijima Hēhachirō                                                         | 検事・鬼島平八郎                                        | TV Asahi           |
| 2011 | Taisetsu na Koto wa Subete Kimi ga Oshiete Kureta                               | 大切なことはすべて君が教えてくれた                      | Fuji TV            |
| 2011 | Don Quixote                                                                     | ドン★キホーテ                                           | NTV                |
| 2011 | Kikyō                                                                           | 帰郷                                                    | TBS                |
| 2012 | Saigo Kara Nibanme no Koi                                                       | 最後から二番目の恋                                      | Fuji TV            |
| 2012 | Mirai Nikki: Another World                                                      | 未来日記-ANOTHER:WORLD- Episode 10                      | Fuji TV            |
| 2012 | Bayside Shakedown: The Last TV Salary Man Keiji to Saigo no Nanjiken            | 踊る大捜査線 THE LAST TV サラリーマン刑事と最後の難事件 | Fuji TV            |
| 2012 | Doctor-X: Gekai Daimon Michiko                                                  | ドクターX〜外科医・大門未知子〜                         | TV Asahi           |
| 2013 | Saki                                                                            | サキ                                                    | KTV                |
| 2013 | Kaen Kita no Eiyū Aterui Den                                                    | 火怨・北の英雄 アテルイ伝                               | NHK                |
| 2013 | Doubles: Futari no Keiji                                                        | ダブルス〜二人の刑事                                    | TV Asahi           |
| 2013 | Doctor-X: Gekai Daimon Michiko 2                                                | ドクターX〜外科医・大門未知子〜 2                       | TV Asahi           |
| 2014 | Doctor-X: Gekai Daimon Michiko 3                                                | ドクターX〜外科医・大門未知子〜 3                       | TV Asahi           |
| 2014 | Gunshi Kanbei                                                                   | 軍師官兵衛                                              | NHK                |
| 2014 | Zoku Saigo Kara Nibanme no Koi                                                  | 続・最後から二番目の恋                                  | Fuji TV            |
| 2015 | Dr.Rintarō                                                                      | Dr.倫太郎                                               | NTV                |
| 2016 | Haburashi / Onna Tomodachi                                                      | はぶらし／女友だち                                      | NHK BS Premium     |
| 2016 | Naomi and Kanako                                                                | ナオミとカナコ                                          | Fuji TV            |
| 2016 | Doctor-X: Gekai Daimon Michiko 4                                                | ドクターX〜外科医・大門未知子〜 4                       | TV Asahi           |
| 2017 | Doctor-X: Gekai Daimon Michiko 5                                                | ドクターX〜外科医・大門未知子〜 5                       | TV Asahi           |
| 2018 | Segodon                                                                         | 西郷どん                                                | NHK                |
| 2018 | Manpuku                                                                         | まんぷく                                                | NHK                |
| 2019 | Doctor-X: Gekai Daimon Michiko 6                                                | ドクターX〜外科医・大門未知子〜 6                       | TV Asahi           |
| 2021 | Doctor-X: Gekai Daimon Michiko 6                                                | ドクターX〜外科医・大門未知子〜 6                       | TV Asahi           |
| 2021 | Karei-naru Ichizoku                                                             | 華麗なる一族                                            | Wowow              |
| 2023 | Fixer                                                                           | フィクサー                                              | Wowow              |

### Filmy TV
| Rok  | Tytuł                                                                  | Stacja telewizyjna |
| ---- | ---------------------------------------------------------------------- | ------------------ |
| 1998 | Bayside Shakedown: Wangan Police Station Female Police Officers' Story | Fuji TV            |
| 2007 | Seichō Matsumoto Special: The Woman Who Took the Local Paper           | Nippon TV          |
| 2012 | Becoming Mrs. Hayami Special: First Part                               | Fuji TV            |
| 2022 | Umeko: The Face of Female Education                                    | TV Asahi           |

### Filmy
| Rok  | Tytuł                           |
| ---- | ------------------------------- |
| 1995 | Hana Yori Dango                 |
| 1997 | Cat's Eye                       |
| 1998 | BEAT                            |
| 2007 | Kantoku Banzai!                 |
| 2007 | Quiet Room Ni Yôkoso            |
| 2009 | ZEN                             |
| 2010 | Bayside Shakedown 3             |
| 2010 | Bakamono                        |
| 2012 | Bayside Shakedown The Final     |
| 2013 | It's me, It's me                |
| 2017 | The Disastrous Life of Saiki K. |

## Dyskografia

### Albumy studyjne
- 1995 Junjoukaren Otome Moyou (純情可憐乙女模様; Pure Heart and Beautiful Maiden Pattern)
- 1995 MI-CHEMIN
- 1996 Ai no Baka (愛のバカ; Love's Idiot)
- 1996 nakitakunalu (泣きたくなる; It Comes to I Want to Cry)

### Inne albumy
- 1995 Merry Christmas For You (Christmas mini-album)
- 1997 Present (best album)
- 2010 Uchida Yuki Perfect Best (内田有紀 パーフェクト・ベスト) (best album)

### Single
- 1994 TENCA wo Torou! -Uchida no Yabou- (TENCAを取ろう! -内田の野望-; Let's Take the World! -Uchida's Ambition-)
- 1995 Ashita wa Ashita no Kaze ga Fuku (明日は明日の風が吹く; Tomorrow Will Take Care of Itself)
- 1995 Only You
- 1995 BABY'S GROWING UP
- 1996 Shiawase ni Naritai (幸せになりたい; I Want to Be Happy)
- 1996 EVER & EVER (featuring m.C.A.T)
- 1997 "Aishiteru" (「アイシテル」
- 1997 Da.i.su.ki.
- 1998 Heartbreak Sniper (ハートブレイク スナイパー)
- 1999 Rakuen (楽園; Paradise)
- 1999 Rakuen ~Memorial Tracks~